# 1706–1707-es egyesülési törvények
Az Acts of Union (egyesülési törvények) a dicsőséges forradalom utáni forradalmi rendezés részeként Anglia (és a hozzá tartozó Wales) és Skócia egyesülését mondták ki 1706-ban (angol egyesülési törvény) és 1707-ben (skót egyesülési törvény). Az Egyesülési Szerződést életbe léptető törvényeket az angol parlament és a skót parlament külön-külön fogadta el a két királyság közti egyeztetések után, és 1707. május 1-jén léptek hatályba. A két ország: Anglia és Skócia elvesztették szuverenitásukat és egy új egységben, Nagy-Britanniában egyesültek. A törvény egyben rendezte átmenetileg a trón betöltésének kérdését is.

## A törvény rendelkezései
A törvények két azonnali következménnyel jártak. Egyfelől új államot hoztak létre, Nagy-Britannia Királyságát (bár maga a név nem hivatalosan már 1603 óta használatban volt, hiszen ekkortól Anglia és Skócia perszonálunióban állt). Wales is Nagy-Britannia része volt ekkor, mivel az 1535–1542-es Walesi Jog Törvények alapján Angliához tartozott. Másfelől pedig a két parlamentet feloszlatták és helyükbe létrehozták Nagy-Britannia Parlamentjét (vagy ahogy akkor nevezték, a "Parlamentek Unióját"). Ez az angol parlament korábbi épületében ülésezett Westminsterben. Skócia ezentúl 16 főnemest delegálhatott a 206 fős Lordok házába, az 568 fős alsóházba pedig 40 képviselővel rendelkezhetett.
A két ország ezentúl egy vámterületet alkotott, mindenkire ugyanaz a vámtétel vonatkozott, valamint az egyik ország lakóit korábban megillető vám- és kereskedelmi kedvezmények hatálya automatikusan kiterjedt ezután a másik korábbi állam állampolgáraira. A törvények rendelkezek arról is, hogy melyik országrész milyen arányban járul hozzá a közös költségvetéshez. Ez az arány 1:40 volt – Skócia egy egységnyit fizetett, míg Anglia 40-et. Az arányok tükrözték a tényleges gazdasági helyzetet.
A törvények elismerték az anglikán államvallás és a skót presbiteriánus egyház (Kirk) egyenrangúságát.
Az angol uralkodó kapott jogot arra, hogy meghatározza, hogy a két korábbi ország címere, a Szent András kereszt, illetve a Szent György kereszt milyen formában lesznek egyesítve – a végül egyesített felségjeleket együttesen Union Jack néven emlegetik. A törvények ezen túlmenően úgy határoztak, hogy a trónt ezután Zsófia hercegnő, I. Jakab unokája és rajta keresztül a hannoveri dinasztia örökölje.

## Hatása
A törvények 1707 május 1-jén lépett hatályba. A törvények beleilleszkedtek abba a sorba, amely az 1284-es Statute of Rhuddlannal kezdődött és az 1921-es Angol-Ír Szerződéssel zárult és az Egyesült Királyság ma ismert formájának kialakulásához vezetett.